# Lhok Panah
Lhok Panah is een bestuurslaag in het regentschap Pidie van de provincie Atjeh, Indonesië. Lhok Panah telt 240 inwoners (volkstelling 2010).